# Luis Batlle Berres
Luis Conrado Batlle Berres (Montevideo, 26 novembre 1897 – Montevideo, 15 luglio 1964) è stato un politico uruguaiano.
È stato presidente dell'Uruguay dal 2 agosto 1947 al 1º marzo 1951. Fu inoltre Presidente del Consejo Nacional de Gobierno (carica che sostituì quella della Presidenza della Repubblica) dal 1º marzo 1955 al 1º marzo 1956.